# Atul
Atul è una suddivisione dell'India, classificata come census town, di 5.356 abitanti, situata nel distretto di Valsad, nello stato federato del Gujarat. In base al numero di abitanti la città rientra nella classe V (da 5.000 a 9.999 persone).

## Geografia fisica
La città è situata a 20° 31' 44 N e 72° 56' 28 E.

## Società

### Evoluzione demografica
Al censimento del 2001 la popolazione di Atul assommava a 5.356 persone, delle quali 2.821 maschi e 2.535 femmine. I bambini di età inferiore o uguale ai sei anni assommavano a 470, dei quali 247 maschi e 223 femmine. Infine, coloro che erano in grado di saper almeno leggere e scrivere erano 4.508, dei quali 2.494 maschi e 2.014 femmine.